# Lara-Isabelle Rentinck

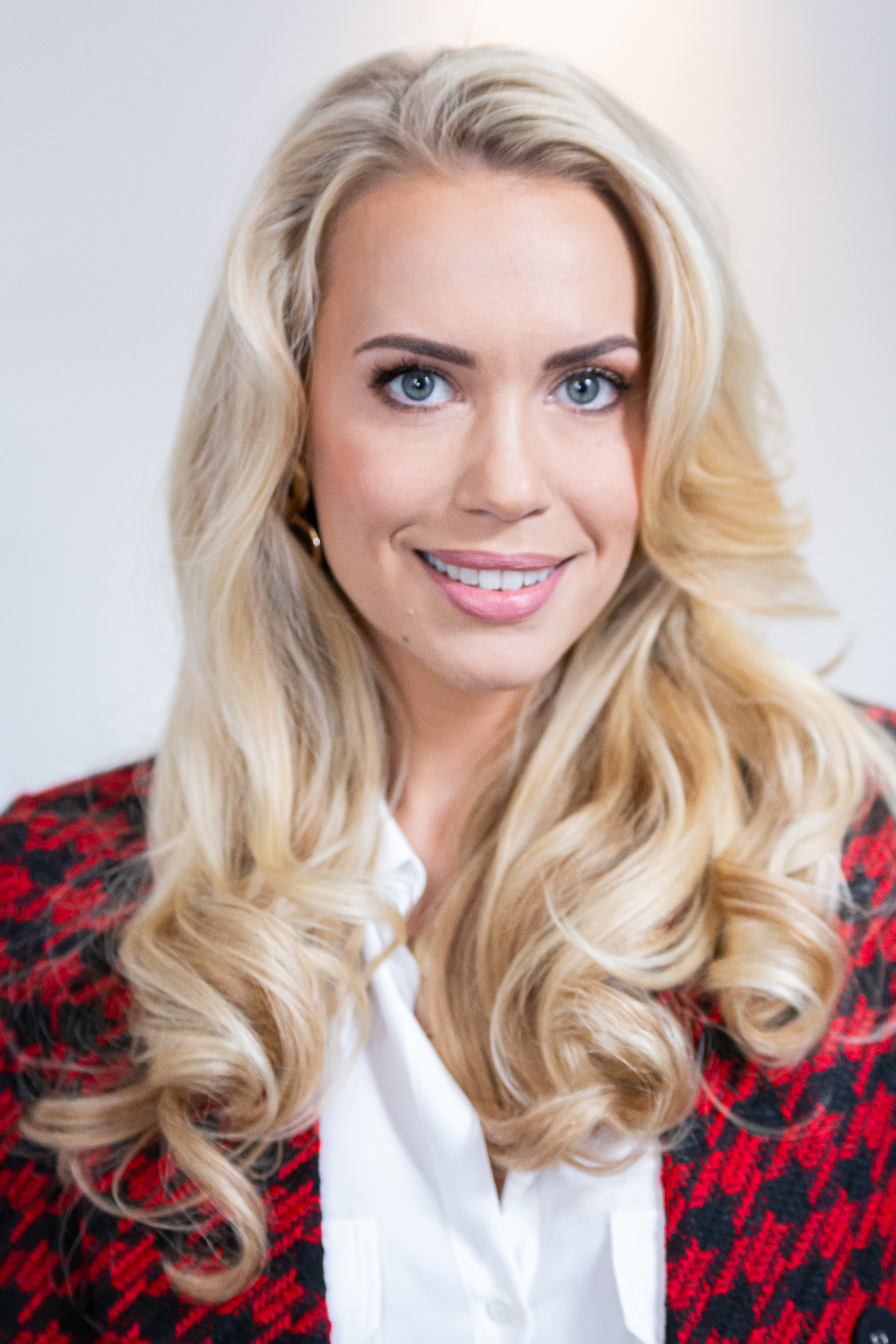
Lara-Isabelle Rentinck (2018)

Lara-Isabelle Rentinck (* 18. August 1986 in Ost-Berlin) ist eine deutsche Schauspielerin und Fotomodell.

## Leben und Karriere
Parallel zu ihrer Schulausbildung hatte Rentinck privaten Schauspiel- und Gesangsunterricht. 2004 absolvierte sie einen Camera-Acting Workshop unter der Leitung von Jakob Schäuffelen bei der MFA Mallorca. Mit 15 Jahren absolvierte sie ein Praktikum an der Comödie Dresden.
Nach einer Rolle in dem Kinofilm 24berlin war sie von Februar 2005 bis Oktober 2007 als Kim Seidel in der Sat.1-Telenovela Verliebt in Berlin zu sehen. 2006 wirkte sie gemeinsam mit ViB-Kollege Manuel Cortez an dem Shakespeare Projekt mit (als Julia).
In der Spielzeit 2007/2008 stand Rentinck neben ihrer ViB-Kollegin Ulrike Mai an der Comödie Dresden in dem Stück Ferienheim Bergkristall – Gäste, Gauner und Gespenster in der Hauptrolle Kitty Bang auf der Bühne. Begleitend absolviert sie ein Schauspieltraining bei Ursula Gompf. In der ZDF-Fernsehserie Küstenwache spielte sie die Bootsfrau Pia Cornelius. Im August 2016 posierte sie für das Magazin Playboy.
Von Januar 2019 bis Juni 2025 war Rentinck in der Fernsehserie Rote Rosen in der Rolle der Amelie Fährmann zu sehen.

### Privates
Rentinck lebt in Berlin. Neben ihrer Muttersprache Deutsch spricht sie auch Englisch und Französisch.
Rentinck war ab 2018 mit dem Fußballspieler Cimo Röcker verheiratet. Im September 2021 gab das Paar die Trennung bekannt.

## Filmografie
- 2005–2007: Verliebt in Berlin (Fernsehserie)
- 2006: Verliebt in Berlin – Das Ja-Wort
- 2008: Die Geschichte Mitteldeutschlands – Glück ohne Ruh' – Goethe und die Liebe
- 2008: Die 25. Stunde – Feuerteufel
- 2009: SOKO München – Flüchtige Liebe
- 2009: Hallo Robbie! – Altlasten
- 2009: Der Landarzt – Intrige mit Folgen
- 2009: Mord ist mein Geschäft, Liebling
- 2009: Barbara Wood – Karibisches Geheimnis
- 2009: Notruf Hafenkante – Falsche Töne
- 2009: Killerjagd. Töte mich, wenn du kannst
- 2010: Jerry Cotton
- 2011: Marienhof (Fernsehserie, 16 Folgen)
- 2011–2016: Küstenwache (Fernsehserie, 66 Folgen)
- 2012: Der letzte Bulle – Zur Kasse, Schätzchen
- 2012: Unser Charly (Fernsehserie, 1 Folge)
- 2013: Kripo Holstein – Mord und Meer (Fernsehserie, 8 Folgen)
- 2015: Die Rosenheim-Cops – In Schönheit sterben
- 2016: Akte Ex – Zum Sterben schön
- 2016: Letzte Spur Berlin – Unantastbar
- 2018: Verpiss dich Schneewitchen
- 2018: In aller Freundschaft – Männersache
- 2019–2025 : Rote Rosen (Fernsehserie)